# Tour de Catalogne 1959
Le Tour de Catalogne 1959 est la 39e édition du Tour de Catalogne, une course cycliste par étapes en Espagne. L’épreuve se déroule sur 10 étapes, dont une divisée en deux secteurs, entre le 6 et le 13 septembre 1959, sur un total de 1 306,6 km. Le vainqueur final est l'Espagnol Salvador Botella, devant ses compatriotes Fernando Manzaneque et José Herrero.

## Étapes
| Étape | Date         | Parcours                            | km    | Vainqueur d’étape     | Leader du classement général |
| ----- | ------------ | ----------------------------------- | ----- | --------------------- | ---------------------------- |
| 1     | 6 septembre  | Montjuïc - Montjuïc (Barcelone)     | 38,8  | Miguel Poblet (ESP)   | Miguel Poblet (ESP)          |
| 2     | 6 septembre  | Barcelone - Reus                    | 108,0 | José Saura (ESP)      | José Saura (ESP)             |
| 3     | 7 septembre  | Reus - Tortosa                      | 113,0 | José Segú (ESP)       | Salvador Botella (ESP)       |
| 4     | 8 septembre  | Tortosa - Lleida                    | 186,0 | Giuseppe Dante (ITA)  | Salvador Botella (ESP)       |
| 5A    | 9 septembre  | Lleida - Vilanova de Bellpuig (clm) | 38,0  | Antonio Karmany (ESP) | Salvador Botella (ESP)       |
| 5B    | 9 septembre  | Vilanova de Bellpuig - Manresa      | 104,0 | Claude Colette (FRA)  | José Segú (ESP)              |
| 6     | 10 septembre | Manresa - Palafrugell               | 206,0 | Miguel Poblet (ESP)   | José Herrero (ESP)           |
| 7     | 11 septembre | Palafrugell - Berga                 | 248,0 | Antonio Karmany (ESP) | Salvador Botella (ESP)       |
| 8     | 12 septembre | Berga - Argentona                   | 147,0 | Addo Kazianka (ITA)   | Salvador Botella (ESP)       |
| 9     | 13 septembre | Granollers - Montjuïc (Barcelone)   | 138,8 | Miguel Poblet (ESP)   | Salvador Botella (ESP)       |

### Étape 1. Barcelone - Barcelone. 38,8 km
|   | Cycliste           | Équipe      | Temps       |
| - | ------------------ | ----------- | ----------- |
| 1 | Miguel Poblet      | Ignis       | 55 min 40 s |
| 2 | José Ametller      | Peña Solera | m.t.        |
| 3 | José Pérez-Francés | Peña Solera | m.t.        |

|   | Cycliste           | Équipe      | Temps       |
| - | ------------------ | ----------- | ----------- |
| 1 | Miguel Poblet      | Ignis       | 55 min 40 s |
| 2 | José Ametller      | Peña Solera | m.t.        |
| 3 | José Pérez-Francés | Peña Solera | m.t.        |

### Étape 2. Barcelone - Reus. 108,0 km
|   | Cycliste        | Équipe     | Temps           |
| - | --------------- | ---------- | --------------- |
| 1 | José Saura      | Ignis      | 2 h 58 min 39 s |
| 2 | Claude Colette  | Peugeot-BP | + 3 s           |
| 3 | Antonio Bertrán | Faema      | + 6 s           |

|   | Cycliste        | Équipe     | Temps           |
| - | --------------- | ---------- | --------------- |
| 1 | José Saura      | Ignis      | 4 h 05 min 50 s |
| 2 | Claude Colette  | Peugeot-BP | + 3 s           |
| 3 | Antonio Bertrán | Faema      | + 6 s           |

### Étape 3. Reus - Tortosa. 113,0 km
|   | Cycliste            | Équipe      | Temps           |
| - | ------------------- | ----------- | --------------- |
| 1 | José Segú           | Peña Solera | 3 h 15 min 43 s |
| 2 | Salvador Botella    | Faema       | m.t.            |
| 3 | Fernando Manzaneque | Licor 43    | + 5 s           |

|   | Cycliste            | Équipe      | Temps           |
| - | ------------------- | ----------- | --------------- |
| 1 | Salvador Botella    | Faema       | 7 h 10 min 33 s |
| 2 | José Segú           | Peña Solera | + 9 s           |
| 3 | Fernando Manzaneque | Licor 43    | + 20 s          |

### Étape 4. Tortosa - Lleida. 186,0 km
|   | Cycliste       | Équipe   | Temps           |
| - | -------------- | -------- | --------------- |
| 1 | Giuseppe Dante | Ignis    | 5 h 10 min 28 s |
| 2 | Miguel Bover   | Licor 43 | + 1 min 08 s    |
| 3 | Addo Kazianka  | Ignis    | m.t.            |

|   | Cycliste            | Équipe      | Temps            |
| - | ------------------- | ----------- | ---------------- |
| 1 | Salvador Botella    | Faema       | 12 h 22 min 09 s |
| 2 | José Segú           | Peña Solera | + 9 s            |
| 3 | Fernando Manzaneque | Licor 43    | + 20 s           |

### Étape 5. (5A Lleida - Vilanova de Bellpuig 38 km clm) et (5B Vilanova de Bellpuig - Manresa 104 km)
|   | Cycliste             | Équipe   | Temps       |
| - | -------------------- | -------- | ----------- |
| 1 | Antonio Karmany      | Kas      | 58 min 08 s |
| 2 | José Gómez del Moral | Boxing   | + 12 s      |
| 3 | Antonio Suárez       | Licor 43 | + 16 s.     |

|   | Cycliste         | Équipe     | Temps           |
| - | ---------------- | ---------- | --------------- |
| 1 | Claude Colette   | Peugeot-BP | 2 h 38 min 30 s |
| 2 | Miguel Poblet    | Ignis      | + 1 min 55 s    |
| 3 | Maurice Meuleman | Peugeot-BP | m.t.            |

|   | Cycliste             | Équipe     | Temps           |
| - | -------------------- | ---------- | --------------- |
| 1 | Antonio Karmany      | Kas        | 3 h 38 min 33 s |
| 2 | Claude Colette       | Peugeot-BP | + 2 s           |
| 3 | José Gómez del Moral | Boxing     | + 12 s          |

|   | Cycliste                | Équipe      | Temps            |
| - | ----------------------- | ----------- | ---------------- |
| 1 | José Segú               | Peña Solera | 16 h 01 min 23 s |
| 2 | José Herrero Berrendero | Tricofilina | + 35 s           |
| 3 | Salvador Botella        | Faema       | + 48 s           |

### Étape 6. Manresa - Palafrugell. 206,0 km
|   | Cycliste         | Équipe   | Temps           |
| - | ---------------- | -------- | --------------- |
| 1 | Miguel Poblet    | Ignis    | 5 h 49 min 06 s |
| 2 | Salvador Botella | Faema    | m.t.            |
| 3 | Antonio Suárez   | Licor 43 | m.t.            |

|   | Cycliste                | Équipe      | Temps            |
| - | ----------------------- | ----------- | ---------------- |
| 1 | José Herrero Berrendero | Tricofilina | 21 h 51 min 06 s |
| 2 | Salvador Botella        | Faema       | + 11 s           |
| 3 | Fernando Manzaneque     | Licor 43    | + 14 s           |

### Étape 7. Palafrugell - Berga. 248,0 km
|   | Cycliste             | Équipe   | Temps           |
| - | -------------------- | -------- | --------------- |
| 1 | Antonio Karmany      | Kas      | 7 h 11 min 54 s |
| 2 | José Gómez del Moral | Boxing   | + 52 s          |
| 3 | Antonio Suárez       | Licor 43 | + 1 min 16 s    |

|   | Cycliste                | Équipe      | Temps            |
| - | ----------------------- | ----------- | ---------------- |
| 1 | Salvador Botella        | Faema       | 29 h 04 min 27 s |
| 2 | Fernando Manzaneque     | Licor 43    | + 3 s            |
| 3 | José Herrero Berrendero | Tricofilina | + 19 s           |

### Étape 8. Berga - Argentona. 147,0 km
|   | Cycliste              | Équipe      | Temps           |
| - | --------------------- | ----------- | --------------- |
| 1 | Addo Kazianka         | Ignis       | 4 h 14 min 29 s |
| 2 | Juan Antonio Belmonte | Peña Solera | + 6 s           |
| 3 | Miguel Poblet         | Ignis       | + 22 s          |

|   | Cycliste                | Équipe      | Temps            |
| - | ----------------------- | ----------- | ---------------- |
| 1 | Salvador Botella        | Faema       | 33 h 19 min 18 s |
| 2 | Fernando Manzaneque     | Licor 43    | + 3 s            |
| 3 | José Herrero Berrendero | Tricofilina | + 19 s           |

### Étape 9. Granollers - Barcelone. 138,0 km
|   | Cycliste        | Équipe     | Temps           |
| - | --------------- | ---------- | --------------- |
| 1 | Miguel Poblet   | Ignis      | 3 h 34 min 59 s |
| 2 | Ángel Guardiola | Licor 43   | m.t.            |
| 3 | Jaume Alomar    | Peugeot-BP | m.t.            |

|   | Cycliste                | Équipe      | Temps            |
| - | ----------------------- | ----------- | ---------------- |
| 1 | Salvador Botella        | Faema       | 36 h 54 min 53 s |
| 2 | Fernando Manzaneque     | Licor 43    | + 3 s            |
| 3 | José Herrero Berrendero | Tricofilina | + 19 s           |

## Classements finals

### Classement général
| Pos. | Cycliste                   | Équipe      | Temps            |
| ---- | -------------------------- | ----------- | ---------------- |
| 1    | Salvador Botella (ESP)     | Faema       | 36 h 54 min 53 s |
| 2    | Fernando Manzaneque (ESP)  | Licor 43    | + 3 s            |
| 3    | José Herrero (ESP)         | Tricofilina | + 19 s           |
| 4    | Miguel Pacheco (ESP)       | Faema       | + 1 min 00 s     |
| 5    | Antonio Karmany (ESP)      | Kas         | + 1 min 16 s     |
| 6    | Antonio Suárez (ESP)       | Licor 43    | + 1 min 50 s     |
| 7    | Claude Colette (FRA)       | Peugeot-BP  | + 2 min 01 s     |
| 8    | José Gómez del Moral (ESP) | Boxing      | + 2 min 20 s     |
| 9    | Luis Otaño (ESP)           | Peugeot-BP  | + 3 min 44 s     |
| 10   | Jaume Alomar (ESP)         | Peugeot-BP  | + 3 min 49 s     |

## Classements annexes
| Pos. | Cycliste               | Équipe | Points |
| ---- | ---------------------- | ------ | ------ |
| 1    | Antonio Karmany (ESP)  | Kas    | 33     |
| 2    | Angelino Soler (ESP)   | Faema  | 23     |
| 3    | Salvador Botella (ESP) | Faema  | 18     |

| Pos. | Cycliste             | Équipe   | Points |
| ---- | -------------------- | -------- | ------ |
| 1    | Vicente Iturat (ESP) | Licor 43 | 18     |
| 2    | Aniceto Utset (ESP)  | Faema    | 13     |
| 3    | Carlos Pérez (ESP)   | Faema    | 6      |

| \| Pos. \| Cycliste \| Équipe \| Points \| \| ---- \| ---------------------- \| ---------- \| ------ \| \| 1 \| Miguel Poblet (ESP) \| Ignis \| 103 \| \| 2 \| Salvador Botella (ESP) \| Faema \| 141 \| \| 3 \| Pierre Ruby (FRA) \| Peugeot-BP \| 166 \| | - Combativité : Miguel Poblet - Sportivité : Juan Antonio Belmonte - Coureur le plus rapide : Miguel Poblet à 41,819 km/h lors de la 1re étape - Victoires d'étapes : Miguel Poblet (3) |            |        |
| Pos. | Cycliste | Équipe     | Points |
| 1 | Miguel Poblet (ESP) | Ignis      | 103    |
| 2 | Salvador Botella (ESP) | Faema      | 141    |
| 3 | Pierre Ruby (FRA) | Peugeot-BP | 166    |